# Marius Holtet
Marius Holtet (ur. 31 sierpnia 1984 w Hamar) – norweski hokeista, reprezentant Norwegii, olimpijczyk.

## Kariera
- Färjestad J18 (2000-2001)
- Färjestad J20 (2000-2002)
- BIK Karlskoga (2002-2004)
  -  Skåre BK (2003)
- Houston Aeros (2004-2005)
  -  Louisiana IceGators (2005)
- Iowa Stars (2005-2008)
- Färjestad (2008-2015)

Wychowanek klubu Storhamar IL. Od 2008 roku zawodnik Färjestad. W kwietniu 2011 roku przedłużył kontrakt o dwa lata. Razem z nim w drużynie występuje od początku jego rodak Anders Bastiansen. Po raz ostatni występował w sezonie Svenska hockeyligan (2013/2014). W grudniu 2015 ogłosił zakończenie kariery zawodniczej z uwagi na konsekwencje wstrząśnienia mózgu.
Uczestniczył w turniejach mistrzostw świata w 2006, 2008, 2009, 2010, 2011, 2012, 2013 oraz zimowych igrzysk olimpijskich 2010. W 2014 kontuzja wykluczyła jego udział w igrzyskach 2014 w Soczi.

## Sukcesy
Klubowe
- Złoty medal mistrzostw Szwecji: 2009, 2011 z Färjestad
- Finał European Trophy: 2012 z Färjestad
- Srebrny medal mistrzostw Szwecji: 2014 z Färjestad

Indywidualne
- Mistrzostwa Świata w Hokeju na Lodzie 2011/Elita:
  - Trzecie miejsce w klasyfikacji strzelców turnieju: 6 goli
  - Dziesiąte miejsce w klasyfikacji kanadyjskiej turnieju: 8 punktów
- Mistrzostwa Świata w Hokeju na Lodzie 2012/Elita:
  - Pierwsze miejsce w klasyfikacji skuteczności wygrywanych wznowień gry: 68,75%